# Comuna Sutești, Vâlcea
Sutești este o comună în județul Vâlcea, Oltenia, România, formată din satele Boroșești, Măzili, Sutești (reședința) și Verdea.

## Geografie
Localitatea Sutești este situată în sudul județului Vâlcea, traversată de DN 67B Drăgășani - Sutești - Tg. Jiu (km 127 până la Tg. Jiu) pe valea pâraielor Verdea și Pesceana, având ca vecini la Est municipiul Drăgășani, la Vest localitățile Creteni și Amărăști, la Nord localitățile Mitrofani, Glăvile și Orlești, la Sud localitățile Drăgășani, Ștefănesti și Lungești.

### Relief și clima
În comună predomină forma de deal, iar clima este temperat-continentală.

## Flora și Fauna
Din punct de vedere al florei se poate spune că există o mare varietate de specii, însă nimic care să fie remarcat în mod deosebit. Ca animale sălbatice putem menționa: vulpi, căprioare, lupi, porci mistreți, și iepuri.

### Apele
Există pârâul Verdea care trece la câțiva zeci de metri de centrul comunei.
În apropiere se află și pârâul Pesceana, cu care se unește, la ieșirea din comună, spre orașul Drăgășani.

## Istorie
Prima mențiune a comunei o reprezintă Hrisovul lui Neagoe Basarab Voievod, din 3 august 1514. Pergamentul este deteriorat și are lacune. Pentru claritate, se utilizează o traducere aflată la Arhivele Naționale ale României din București (Condica Mănăstirii Strehaia, ms.326, f.27). Prin acest act, voievodul întărește moșii la multi moșneni, între care și lui Diicu cu fiii săi: "Să le fie Suteștii jumătate, pentru că le este bătrână și dreaptă moșie moștenească".
Alt document privitor la Sutești este din 3 iunie 1548, când Mircea Vodă Ciobanul întărește lui Boicu din Zlătărei două ogoare cumpărate “de la Ioana din Sutești” cu 160 de aspri" (DRH, IV, p. 305).
În istoria de veacuri a comunei Sutești, bravii săi locuitori au participat la evenimentele istorice ce au avut loc pe teritoriul țării noastre, putând aminti că în 5 martie 1821, Tudor Vladimirescu și Iancu Jianu, venind de la Benesti cu armata de panduri, au trecut prin Sutești și au prânzit la Drăgășani (vezi pr. D. Bălașa, în BOR, 1982, 3-4, p. 376-379; Idem, Tudor Valdimirescu și Iancu Jianu în Studii vâlcene, V, 1982).

## Demografie
Componența etnică a comunei Sutești
     Români (91,56%)
     Alte etnii (8,44%)
Componența confesională a comunei Sutești
     Ortodocși (90,79%)
     Alte religii (0,95%)
     Necunoscută (8,26%)
Conform recensământului efectuat în 2021, populația comunei Sutești se ridică la 1.683 de locuitori, în scădere față de recensământul anterior din 2011, când fuseseră înregistrați 2.031 de locuitori. Majoritatea locuitorilor sunt români (91,56%). Din punct de vedere confesional, majoritatea locuitorilor sunt ortodocși (90,79%), iar pentru 8,26% nu se cunoaște apartenența confesională.

## Politică și administrație
Comuna Sutești este administrată de un primar și un consiliu local compus din 11 consilieri. Primarul, Ion-Alin Dumbravă[*], de la Partidul Național Liberal, este în funcție din octombrie 2020. Începând cu alegerile locale din 2024, consiliul local are următoarea componență pe partide politice:
|  | Partid                          | Consilieri | Componența Consiliului | Componența Consiliului | Componența Consiliului | Componența Consiliului | Componența Consiliului | Componența Consiliului | Componența Consiliului | Componența Consiliului |
|  | ------------------------------- | ---------- | ---------------------- | ---------------------- | ---------------------- | ---------------------- | ---------------------- | ---------------------- | ---------------------- | ---------------------- |
|  | Partidul Național Liberal       | 8          |                        |                        |                        |                        |                        |                        |                        |                        |
|  | Partidul Social Democrat        | 2          |                        |                        |                        |                        |                        |                        |                        |                        |
|  | Alianța pentru Unirea Românilor | 1          |                        |                        |                        |                        |                        |                        |                        |                        |

## Economie
Comuna are ca profil economic dominant agricultura. Potențialul natural al solului este reprezentat de teren arabil și pădure; subsolul nu a fost încă exploatat. Principalele funcții economice sunt agricultura și creșterea animalelor.

## Sănătate
- Numărul de medici în anul 2007: 2.
- Numărul de personal sanitar în anul 2007: 2.
- Farmacii: 1
- Numărul locuitorilor care au vârstă de peste 90 de ani: 2.
- Numărul locuitorilor care au vârstă de peste 100 de ani: 0.

## Cultură
- Căminul cultural: a luat ființă în anul 1938 și purta numele de Constantin Brâncoveanu. Clădirea nouă s-a inaugurat în 1982, dar timp de 18 ani, s-a degradat continuu, actualul primar,  reușind să-l repare și să-i dea aspectul de lăcaș de cultură asa cum își avea destinația. În cadrul său se află o mare sală de spectacole, săli de ședință (simpozioane), dependințe pentru organizarea de spectacole. În cadrul Căminului Cultural s-a înființat un ansamblu folcloric Trandafirii, folosindu-se talente locale. În ultima perioadă, aici a avut loc lansare de carte (volumul de versuri al poetului moldovean Grigore Vieru Acum și în veac), sărbătoarea pomului de iarnă, printr-un fastuos spectacol.
- Biblioteca comunală:

Înființată în 1948, numărul inițial de volume - 250, în prezent(2007) - 6240, carte în limba română, cititori majoritate tineri.
- Monumente istorice:

Alături de monumentele istorice cu destinație de cult enumerate mai sus, constând în schituri de lemn și bisericuțe, în centrul comunei se află Monumentul Eroilor, construit în anul 1929, renovat în anul 2000,  dându-i fata cuvenită, ca semn al omagiului adus celor ce și-au jertfit viata pentru patrie.
- Învățământ:Prima consemnare a școlii coordonatoare Sutești - Mazili, care a funcționat prin diferite case este găsită într-un registru de procese verbale de inspecție datat “28 septembrie 1893 - revizor de pecetă - sigiliu. A. Papilian”.

Construcția școlii coordonatoare din satul Mazili a fost începută în anul 1913, 16 ianuarie,așa cum este consemnat într-un document din anul 1923. Actualul local modern a fost inaugurat în anul 1972, dispunând de săli de clasă moderne și laboratoare, fără dotarea tehnică și de calcul corespunzătoare. Numărul sălilor de clasă este de 10.
În localitate, alături de școala coordonatoare, își desfășoară activitatea școlile din:
-satul Verdea, cu clasele I-IV, înființată în anul 1893, edificiul cu două săli de clasă fiind construit după 1950.
-satul Boroșești, cu clasele I-IV, înființată în anul 1893, edificiul cu două săli de clasă fiind construit după 1950.
Biblioteca publică locală datează din anul 1948, având un număr de 250 de volume inițial, în prezent numărul lor fiind de 6240 și din 1982 funcționează într-o sală modernă, în cadrul Căminului Cutural, totuși nu beneficiază de mobilier modern de depozitare a cărților. Cititorii sunt în majoritate elevi.
După 1962, în comuna Sutești, în funcție de numărul de copii, au luat fiintă grădinitele, care nu au sedii separate, funcționând în prezent prin spatii improvizate, în cadrul școlilor: Verdea, Sutești. Numărul total de copii înscriși la grădiniță este de 65.
- Biserica

Locuitorii comunei Sutești sunt de religie ortodoxă. Aceștia au la dispoziție următoarele 5 edificii de cult:
1. Biserica parohială Sf. Apostoli, Sutești - Mazili, construită în anul 1900.
2. Biserica filială Sf. Voievozi, Boroșești, datată 1892, refăcută 1896,monument istoric, autor Vasile Ierodiaconu Tecianu.
3. Biserica filială Sf. Nicolae (din lemn), datată 1792, Cetățuia, monument istoric, autor Pârvu Tătaru.
4. Sutești - Biserica filială Adormirea Maicii Domnului (din lemn),monument istoric.
5. Biserica Verdea, cu hramul Sfânta Treime, construită în anul 1821 și refăcută în anul 1867 și 1925.
În cadrul bisericilor slujesc un număr de 3 preoți.

## Personalități
- Dumitru Bălașa, (n. 1913), preot, fiu al satului, cetățean de onoare.

## Diverse
44°40′N 24°12′E / 44.667°N 24.200°E